# 教科書ガイド
教科書ガイド（きょうかしょガイド）とは、学校の教科用図書（教科書）について詳細な説明が掲載されている補完本のことである。あんちょこ、虎の巻とも呼称される。

## 概要
学校の授業のみでは十分な理解を得られなかった児童や、部活で忙しい生徒にとって効率良く予習や試験対策をするのに便利な書籍として使用されている。教員の意思とは無関係に進められてしまうため、教科書ガイドを目の敵にしている教員もいる。しかし、教員でもこれを利用するものも多く、生徒と教師の間で駆け引きが繰り返されることがある。

## 教師用指導書
なお、教員向けには別に教師用指導書が別にある。価格は、1万円程度である。教科書ガイドとは違い、時間配分など授業を進めるうえの要点が中心に書かれている。
教師用指導書は教科書発行者が同時に発行するのに対して、教科書ガイドは教科書発行者でない者が教科書発行者の許諾を得て発行することが多い（ただし桐原書店・山川出版社など一部の教科書発行者では、自ら教科書ガイドの発行も手がけている）。